# یواس‌اس هرمیتاج (ال‌اس‌دی-۳۴)
یواس‌اس هرمیتاج (ال‌اس‌دی-۳۴) (به انگلیسی: USS Hermitage (LSD-34)) یک کشتی است که طول آن ۵۱۰ فوت (۱۶۰ متر) می‌باشد. این کشتی در سال ۱۹۵۶ ساخته شد.